# William Edward Lori
William Edward Lori (Louisville, 6 de maio de 1951) é um prelado estadunidense da Igreja Católica, Arcebispo de Baltimore e atual vice-presidente da Conferência dos Bispos Católicos dos Estados Unidos.

## Biografia
William Edward Lori nasceu em Louisville, em Kentucky, em 6 de maio de 1951. Frequentou a escola primária da paróquia de "Nossa Senhora do Perpétuo Socorro" em New Albany (Indiana), a escola secundária do seminário de Saint Mary's em Saint Mary's (Kentucky) e o Saint Pius X Seminary College em Erlanger (Kentucky). De 1973 a 1977, ele completou seus estudos de teologia no Seminário Mount Saint Mary em Emmitsburg (Maryland).
Foi ordenado padre em 14 de maio de 1977 por William Wakefield Baum na arquidiocese de Washington. Foi aluno da Faculdade de Teologia da Universidade Católica da América, onde se formou em teologia em 1982.
Após a ordenação sacerdotal, ocupou os seguintes cargos: Pároco assistente na paróquia de Saint Joseph em Landover, Maryland (1977-1982); Diretor do Escritório Ecumênico da Arquidiocese e Professor Adjunto da Universidade Católica da América (1982-1984); Secretário Pessoal e Conselheiro Teológico do Cardeal James Aloysius Hickey (1984-1994); Chanceler, moderador da Cúria e vigário-geral da Arquidiocese de Washington (1994-2001). Foi membro do Conselho Presbiteral e do Colégio de Consultores.
Em 28 de fevereiro de 1995 foi nomeado pelo Papa João Paulo II como bispo-auxiliar de Washington, e recebeu a ordenação episcopal no dia 20 de abril seguinte, como bispo-titular de Bulla, na Basílica do Santuário Nacional da Imaculada Conceição, pelo cardeal James Aloysius Hickey, arcebispo de Washington, coadjuvado por William Wakefield Baum, arcebispo-emérito de Washington e por William George Curlin, bispo de Charlotte.
Foi nomeado bispo diocesano de Bridgeport em 23 de janeiro de 2001, onde tomou posse canônica da diocese no dia 19 de março seguinte. Neste período, dentro da Conferência dos Bispos Católicos dos Estados Unidos ele foi Presidente do Comitê Ad Hoc para Liberdade Religiosa e Membro do Comitê de Doutrina e do Comitê de Atividades Pró-Vida; foi presidente do Conselho de Curadores da Sacred Heart University em Fairfield (Connecticut) e, desde 2005, é o Capelão Supremo Nacional dos Cavaleiros de Colombo.
Em 22 de março de 2012, o Papa Bento XVI o promoveu a arcebispo metropolitano de Baltimore, onde fez a sua entrada solene em 16 de maio.
Em junho de 2019, o jornal Washington Post obteve cópias da primeira versão do relatório que envolvia o escândalo do bispo de Wheeling–Charleston, Michael Joseph Bransfield, bem como do relatório final enviado à Santa Sé. Os nomes de vários cardeais e bispos que receberam pagamentos de Bransfield foram omitidos na versão final, incluindo o do próprio Lori. Quando esta notícia se tornou pública, Lori devolveu US$ 7.500 para a diocese de Wheeling–Charleston e pediu que fossem doados a instituições de caridade católicas. Outros bispos seguiram seu exemplo. Lori admitiu ao jornal The Baltimore Sun que foi responsável por remover os nomes dos destinatários do dinheiro do relatório, declarando mais tarde que "olhando em retrospectiva, eu diria que a minha decisão foi um erro".